# Швабах
Швабах (нім. Schwabach) — місто в Баварії, яке наприкінці XIX століття виділялося як великий виробник швейного приладдя (див. ст. Баварія в ЕСБЄ).
Родина піаніста і композитора XIX століття Адольфа Гензельта і відомого німецького скульптора XV — XVI століття Адама Крафта.
Відомий тим, що почесним громадянином міста був Гітлер.

## Етимологія
Назва походить від старого франконського слова Suapaha (пізніше Suabaha, то вілла Suabach), що перекладається як Швабська річка. Перша частина назви була дана франконцями, які прийшли на площу близько 1,000 років тому, щоб розвинути свою культуру, людям які живуть на березі річки біля міста. Люди проживають там стали називатися Шваба, у той час як друга частина назви є посиланням на річку, що тече через місто.

## Хронологія

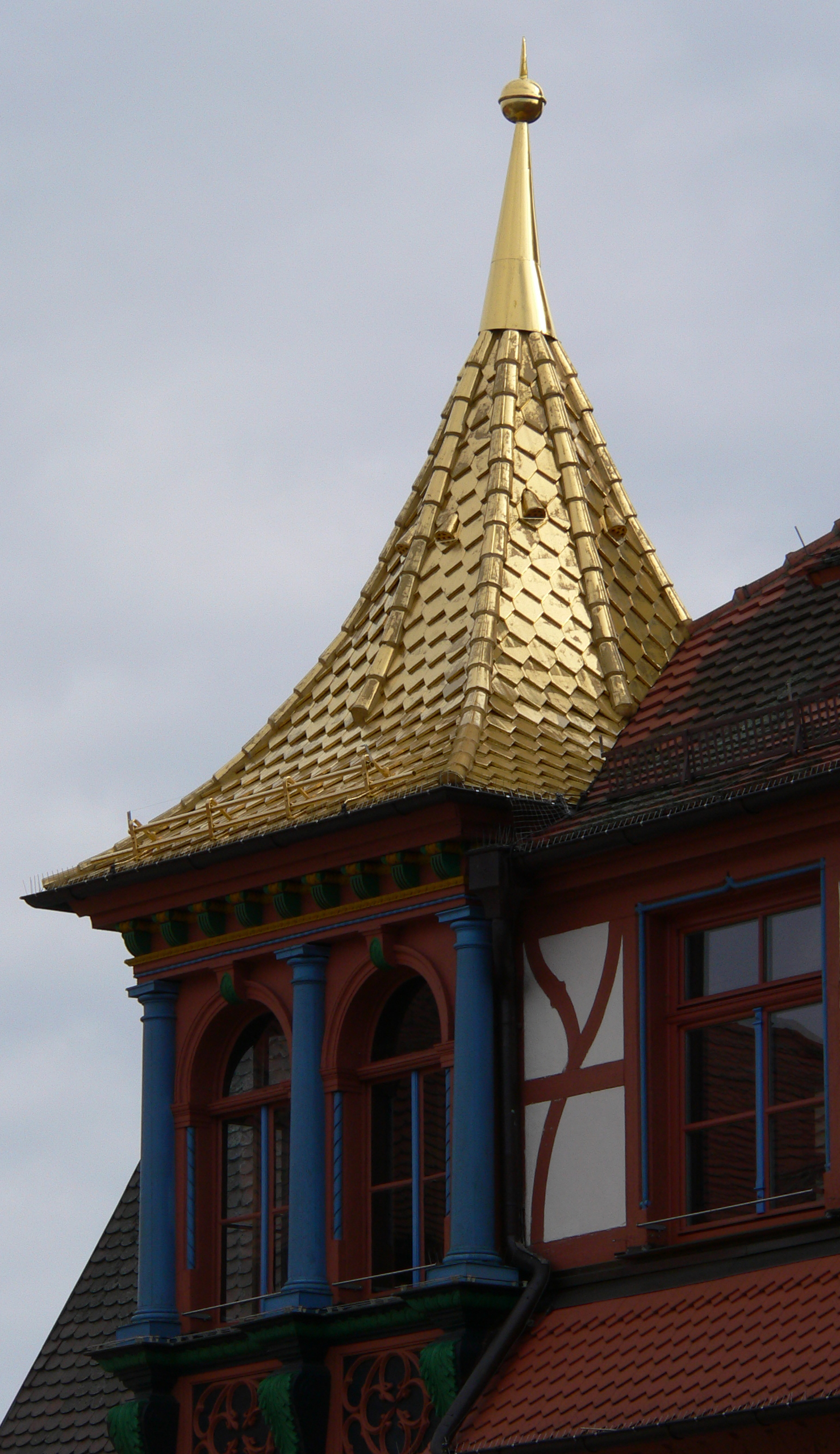
Золотий дах ратуші в Швабасі

- 750—500: н. е. Археологічні знахідки поселень.
- 600—700: Назва Швабах використовується для позначення поселення і річки.
- 1346: Побудована міська стіна.
- 1371: Наданий статус міста.
- 1469: Була побудована церква (яка досі використовується).
- 1500: (приблизно) Придуманий шрифт Швабахер.
- 1528: Мерія споруди (досі використовується).
- 1633: Перший завод заснований в Швабасі.
- 1723: Швабах затоплений річкою.
- 1768: Посаджена липа яка буде пам'яткою Старого Швабаха, яка досі там росте.
- 1792: Швабах став частиною Пруссії.
- 1797: Гете залишився на ніч у Швабасі.
- 1806: Швабах увійшов до складу Баварії.
- 1849: Побудована залізнична станція.
- 1941: Бомбування Швабаху під час Другої світової війни
- 1945: У Швабасі побудована Американська військова база.
- 1953: Створений місцевий герб.
- 1972: Швабах став автономним адміністративним районом.
- 1975: Встановлено співдружність з містом Ле-Сабль-д'Олонн.
- 1980: Швабах отримує приз за культурну спадщину від Європейського Союзу.
- 1992: Армія США повинна бути виведена з Швабаха і прилеглих до нього районів.
- 2004: Святкування 500-річчя виробництва золотої фольги.